# Rosa Spottorno Topete
Rosa Spottorno Topete (23 d'abril de 1884, Madrid, 24 de setembre de 1980) va ser una traductora espanyola, esposa de l'escriptor José Ortega y Gasset.
Rosa Spottorno venia d'una família de militars per ambdues parts; el seu pare, Juan Spottorno Bienert, va ser ministre togat del Cos Jurídic de l'Armada i la seva mare, Josefina Topete Cavaillón, era al seu torn filla del contraalmirall Ramón Topete i Carballo.
Rosa Spottorno era, per la seva educació, pràcticament bilingüe en francès, i va treballar en la traducció d'obres d'autores com Alexandra David-Neel.
Amiga de María Martos Arregui O'Neill, Zenòbia Camprubí o Amalia Galárraga, va participar amb elles en la fundació del Lyceum Club Femenino.

## Vida personal
Rosa Spottorno i José Ortega van contreure matrimoni el 7 d'abril de 1910, quan ella tenia vint-i-sis anys. D'aquesta unió van neíxer els seus fills Miguel Ángel (1911), Soledad (1914) i José (1918).